# Lophophyllidium
Lophophyllidium is een geslacht van uitgestorven koralen, dat voorkwam van het Boven-Carboon tot het Perm. 

## Beschrijving
Dit 2,5 centimeter lange solitaire koraal had uitstekende columella. Het had lange en korte septa, die elkaar afwisselden, gebogen tabulea en geen dissepimenten.

## Soorten uit het geslachtLophophyllidium
Subgroep Lophophyllidium (Lophbillidium)  † Fedorowski 1986

Subgroep Lophophyllidium (Lophophyllidium)  † Grabau 1928
- L. acostatum † Soshkina 1928
- L. columellum † Yan & Chen 1982
- L. compactum † Wu & Zhao 1983
- L. crassiseptatum † Guo 1980
- L. interseptatum † Kossovaya 2007
- L. jiezhangense † Lin 1983
- L. kayseri † Huang 1932
- L. liangshanense † Wu 1957
- L. multiseptum † Grabau 1928
- L. nucleum † Zhao & Zhou 1987
- L. pendulum † Grabau 1928
- L. proliferum † McChesney 1860
- L. robustum † Lin & Rodriguez 1994
- L. striatum † d’Orbigny 1842
- L. vallum † Ross & Ross 1962
- L. vidriensis † Ross & Ross 1962
- L. vietnamense † Fontaine 1961
- L. xiangyashanense † Chen & Yan 1982